# Edmond Nocard
Edmond Nocard (Provins, 29 gennaio 1850 – Saint-Maurice, 2 agosto 1903) è stato un veterinario e microbiologo francese, uno dei primi e più stretti collaboratori di Pasteur, dal cui nome è stato chiamato «Nocardia» un genere di batteri le cui specie descrisse per primo.

## Biografia
Studiò veterinaria presso l'École vétérinaire de Maisons-Alfort dal 1868 al 1871 e, dopo una breve interruzione per il servizio militare, dal 1871 al 1873. Dal 1873 al 1878 diresse il Servizio clinico della scuola. Nel 1876 fu incaricato di creare una nuova rivista scientifica, Les Archives Vétérinaires, dove fra l'altro appariranno anche numerosi suoi articoli di medicina, chirurgia, igiene e giurisprudenza.  Nel 1878 vinse il concorso per l'insegnamento di clinica medica veterinaria all'École Vétérinaire; tra i suoi allievi vi fu Camille Guérin, colui che con Albert Calmette preparò il Bacillo di Calmette-Guérin (BCG).
Nel 1880 divenne assistente di laboratorio di Pasteur a Parigi. Aiutò Pasteur e Roux nei loro esperimenti di vaccinazione degli animali contro il carbonchio a Pouilly-le-Fort. Nel 1883 si recò in Egitto con Roux, Louis Thuillier e Isidore Straus, per studiare un'epidemia di colera scoppiata da poco tempo. Thuillier morì di colera e il gruppo francese ritornò in patria senza essere riuscito a scoprire il germe patogeno, che venne invece identificato ad Alessandria da un gruppo di studio tedesco guidato da Robert Koch. Ritornò lo stesso anno a Maisons-Alfort dove, in stretto collegamento con Pasteur, istituì un laboratorio di batteriologia ben attrezzato. Nei tre anni successivi Nocard dimostrò grandi capacità ricerca in ambito microbiologico sviluppando una serie di nuove tecniche, quali nuovi metodi di raccolta del siero sanguigno, la creazione di nuovi terreni di coltura per Mycobacterium tuberculosis, l'introduzione dell'anestesia negli interventi chirurgici sui grandi animali o nonché il controllo degli spasmi tetanici. I suoi successi furono premiati nel 1887 con la nomina a direttore dell'École vétérinaire, la cattedra di Malattie infettive e con l'ingresso, nel 1888, nel comitato editoriale della rivista Annales de l'Institut Pasteur.
Fra i principali contributi di Nocard alla medicina vi è la scoperta di Nocardia farcinica, chiamata da lui inizialmente Streptothrix farcinica, prima specie del genere «Nocardia», nome attribuito in onore del Nocard dal Trevisan. Ha scoperto inoltre Streptococcus agalactiae e Mycoplasma mycoides.